# Breux-Jouy
Breux-Jouy – miejscowość i gmina we Francji, w regionie Île-de-France, w departamencie Essonne.
Według danych na rok 1990 gminę zamieszkiwało 1076 osób, a gęstość zaludnienia wynosiła 230 osób/km² (wśród 1287 gmin regionu Île-de-France Breux-Jouy plasuje się na 616. miejscu pod względem liczby ludności, natomiast pod względem powierzchni na miejscu 702.).